# Sus mas grandes éxitos en español
Sus mas grandes éxitos en español è una raccolta postuma della cantante italo-francese Dalida, pubblicata il 21 aprile 2008 da Universal Music France.
Il disco contiene diciannove tracce in lingua spagnola e due canzoni in francese.
Questa raccolta verrà successivamente inclusa nella serie di CD del cofanetto D'ici & d’ailleurs, pubblicato nel 2009.

## Tracce
1. Tenia dieciocho años (versione in spagnolo di Il venait d'avoir 18 ans)
2. Tu nombre (versione in spagnolo di Ton prénom dans mon cœur)
3. Volverás (versione in spagnolo di J'attendrai)
4. Morir cantando (versione in spagnolo di Mourir sur scène)
5. El restaurante italiano (versione in spagnolo di Le restaurant italien)
6. El Cordobés "Manuel Benitez" (versione in spagnolo)
7. Si el amor se acaba me voy (versione in spagnolo di Quand je n'aime plus je m'en vais)
8. Por no vivir a solas (versione in spagnolo di Pour ne pas vivre seul)
9. Paroles, paroles (in francese, con Alain Delon)
10. Gigi el amoroso (versione in spagnolo di Gigi l'amoroso)
11. Soleil mi sol (versione in spagnolo di Soleil)
12. Aquella rosa (versione in spagnolo di Harlem Spagnolo)
13. Los niños del Pireo (versione in spagnolo di Les enfants du Pirée)
14. Amore scusami (versione in spagnolo)
15. Déjame bailar (versione in spagnolo di Laissez-moi danser)
16. Dos (versione in spagnolo di Eux)
17. El silencio (versione in spagnolo di Il silenzio)
18. Baños de luna (versione in spagnolo di Tintarella di luna)
19. Besame mucho (in francese)
20. Salma ya salama (Sueño flamenco) (versione ispano-egiziana, remix 1997)
21. Io t'amerò (Tres palabras) (duo in spagnolo - versione remix 1998)